# Target Sprint
Der Target Sprint (Ziel Sprint) ist eine sportliche Disziplin, die  Mittelstreckenlauf (3 × 400 m) und Luftgewehrschießen kombiniert. Die Regeln orientieren sich am Biathlon.

## Geschichte
2012 veranstaltete die International Shooting Sport Federation (ISSF) den ersten Target Sprint beim Internationalen Junioren Cup im deutschen Suhl. Beim Sportschießen-Weltcup in München wurde der Target Sprint als Test-Wettbewerb veranstaltet und erhielt großen Zuspruch.
Die erste Weltmeisterschaft im Target Sprint wurde vom 23. bis zum 25. Juni 2017 im Rahmen der Juniorenweltmeisterschaft in Suhl ausgetragen.

## Regeln
Es werden unabhängig von den Altersklassen immer drei Laufrunden à 400 Meter im Massenstartrennen absolviert. Nach jeder Runde folgt der Schießvorgang. Der Athlet muss stehend die Schießscheiben mit einem Durchmesser von 35 mm in einer Entfernung von 10 Metern fünfmal treffen. Es dürfen pro Durchgang maximal 15 Schuss abgegeben werden. Dabei muss jeder Schuss einzeln nachgeladen werden, was einen essentiellen Unterschied zum Biathlon darstellt. Trifft ein Athlet nicht alle fünf Scheiben, so muss er jeweils pro Fehler 15 Sekunden in der Penaltybox warten, bevor er wieder auf die Laufstrecke darf.
Die Anzahl der Qualifikationsrennen bzw. Vorläufe ist abhängig von der Anzahl der gemeldeten Starter, die Zuteilung in die unterschiedlichen Startgruppen wird durch das Los entschieden. Maximal 12 Athleten starten in einem Vorlauf gleichzeitig. Für das Finale qualifizieren sich die zwölf Zeitschnellsten aller Qualifikationsrennen. Auch das Finale wird im Massenstart ausgetragen, die Regeln sind die gleichen.
Es gibt die Wettkämpfe des Target Sprints als Einzel, 3er-Team und Mixed-Team.